# Кубшюц
Кубшюц (нім. Kubschütz; в.-луж. Kubšicy) — громада в Німеччині, розташована в землі Саксонія. Входить до складу району Бауцен.
Площа — 43,53 км2. Населення становить 2533 ос. (станом на 31 грудня 2020).
Громада підрозділяється на 24 сільські округи.
Офіційною мовою в населеному пункті, крім німецької, є верхньолужицька.